# Carla Cristina Cardoso
Carla Cristina Cardoso (Rio de Janeiro, 12 de agosto de 1975) é uma atriz brasileira.

## Biografia
Carla Cristina Cardoso nasceu em 12 de agosto de 1975 na cidade do Rio de Janeiro, precisamente no bairro Catumbi onde vive até hoje. A atriz tem uma loja de lingeries no Mercadão de Madureira. Em sua carreira conta com varias peças, entre elas Os Suburbanos que fez um grande sucesso, e curtas e longas metragens.
Na televisão estreou em 2005 como Gegê em Prova de Amor, na RecordTV, melhor amiga e gerente do quiosque da personagem de Claudia Alencar. Em 2014, após alguns anos fazendo participações especiais, interpretou Ivi, empregada da personagem de Viviane Pasmanter na novela Em Família, de Manoel Carlos.
Em 2015 começa a gravar Os Suburbanos, agora como série no Multishow, junto com Rodrigo Sant'Anna, Mariah da Penha, Nando Cunha e Babu Santana, em 2016 já está confirmada a segunda temporada.
No mesmo ano fez sucesso na novela A Regra do Jogo como a folgada empregada Dinorah, que tem cenas cômicas com a família de seu Feliciano Stewart. Carla diz que se inspirou em sua mãe para compôr a personagem, sua mãe também era empregada doméstica.
Num relacionamento de quatro anos com uma estudante, a atriz afirma que pretende entrar na fila de adoção para poder ser mãe.

## Filmografia

### Televisão
| Ano       | Título                      | Personagem                  | Notas                          |
| --------- | --------------------------- | --------------------------- | ------------------------------ |
| 2005      | Prova de Amor               | Gegê                        |                                |
| 2005      | Linha Direta                | Christiane                  | Episódio: "Caso Armário"       |
| 2007      | Duas Caras                  | Menina do Henê              | Episódio: "7 de dezembro"      |
| 2008      | Faça Sua História           | Tônia                       | Episódio: "A Estrela do Irajá" |
| 2009      | Viver a Vida                | Zenaide                     |                                |
| 2014      | Em Família                  | Ivone Lara dos Santos (Ivi) |                                |
| 2015      | A Regra do Jogo             | Dinorah                     |                                |
| 2015–18   | Os Suburbanos               | Gislene de Souza            |                                |
| 2017      | A Lei do Amor               | Carol                       | Episodio: "27 de março"        |
| 2018      | Malhação: Vidas Brasileiras | Yasmin                      | Episódio: "18 de abril"        |
| 2018      | Zorra                       | Várias personagens          | Temporada 4                    |
| 2019      | Bom Sucesso                 | Lucimeire da Silva (Lulu)   |                                |
| 2022      | Além da Ilusão              | Felicidade Carvalho         |                                |
| 2023      | Vai na Fé                   | Bruna Ramos                 |                                |
| 2024-2025 | Garota do Momento           | Iolanda Soares              |                                |

### Cinema
| Ano  | Título                          | Personagem |
| ---- | ------------------------------- | ---------- |
| 2013 | O Concurso                      | Umbandeira |
| 2025 | Câncer com Ascendente em Virgem | Paula      |

## Teatro
| Ano  | Título                                | Personagem |
| ---- | ------------------------------------- | ---------- |
| 2015 | Os Suburbanos                         | Gislene    |
|      | Favela                                | Meire      |
| 2018 | Musical Favela 2: a gente não desiste | Meire      |

## Prêmios e Indicações
| Ano  | Premiação                 | Categoria              | Nomeação        | Resultado | Ref    |
| ---- | ------------------------- | ---------------------- | --------------- | --------- | ------ |
| 2015 | Prêmio Extra de Televisão | Revelação da TV        | A Regra do Jogo | Indicado  | [ 15 ] |
| 2015 | Prêmio Quem de Televisão  | Melhor atriz revelação | A Regra do Jogo | Indicado  | [ 16 ] |